# Венеція / Венеція
«Венеція / Венеція» — американський художній фільм режисера Генрі Джеглома.

## Сюжет
Дін, американський кінорежисер, чий останній фільм був відібраний для участі у Венеційському кінофестивалі. Вродлива французька журналістка прибуває на фестиваль з наміром взяти інтерв'ю в ексцентричного режисера, і посеред фестивального божевілля їй доводиться зіткнутися з великою розбіжністю між тим, якими вони є насправді, і тим, якими вони здаються, як на екрані, так і поза ним. Знятий у Венеції, Італія, та Венеції, Каліфорнія, «Венеція / Венеція» досліджує вплив фільмів на наше життя, кохання та мрії.

## У головних ролях
- Генрі Джеглом
- Неллі Алард
- Мелісса Лео
- Сюзен Бертишів
- Дафна Кестнер
- Девід Духовни
- Сюзанн Ланза
- Вернон Добчефф
- Клаус Гелльвіг
- Джон Лендіс